# Heinrich Gottlieb Kühn
Heinrich Gottlieb Kühn (ur. 28 czerwca 1788 w Dreźnie, zm. 10 stycznia 1870 w Miśni) – niemiecki wynalazca, twórca gaśnicy proszkowej.

## Życiorys
Urodzony 28 czerwca 1788 r. w Dreźnie. Od 1814 r. był kontrolerem w manufakturze porcelany w Miśni, a od 1833 r. jej menadżerem, zaś w 1849 r. został dyrektorem. Dzięki jego zaangażowaniu manufaktura przekszałciła się w nowoczesną fabrykę.
W 1850 r. skonstruowal gaśnicę proszkową z wykorzystaniem siarki, saletry, węgla oraz ładunku prochu. Po podpaleniu gaśnicy wrzucało się ją w ogień, który gasł pod wpływem wydobywającego się proszku.
Zmarł 10 stycznia 1870 roku w Miśni.